# Războiul meu, dragostea mea
Războiul meu, dragostea mea (în poloneză Moja wojna, moja miłość) este un film de război polonez din 1975, regizat de Janusz Nasfeter⁠(d).

## Rezumat
Septembrie 1939, începutul celui de-al Doilea Război Mondial. Adolescentul Marek – fiul în vârstă de 17 ani al unui ofițer de rezervă care merge pe front – este pătruns de ideea de patriotism și vrea să devină cu orice preț erou de război. Refuzând cererea familiei sale și urmând îndemnul adresat de col. Roman Umiastowski⁠(d) în mesajul său radiofonic, părăsește Varșovia, împreună cu un prieten, și se îndreaptă spre est, dorind să se alăture trupelor combatante cât mai curând posibil. Rătăcind lent printre civilii care fugeau din calea luptelor și unitățile militare devastate, cei doi tineri își dau repede seama ce este cu adevărat războiul. La scurt timp după plecare, prietenul său îl părăsește, descurajat de situația existentă, care era diferită de așteptările tinerilor patrioți.
Marek își continuă călătoria împreună cu o fată mai tânără pe nume Elżbieta, pe care o întâlnise la un post de jandarmi și care, ca și el, se îndrepta undeva spre est în căutarea tatălui ei. Atunci când Marek atinge în sfârșit la destinația dorită – Fortăreața Osowiec⁠(d), unde are loc înrolarea recruților – află cu mâhnire că nu poate fi recrutat ca voluntar din cauza vârstei sale fragede. Pierdut și amărât, în frământările războiului, își dă seama pe neașteptate că și-a găsit dragostea: Elżbieta, tovarășa lui de suferință.

## Distribuție
- Piotr Łysak⁠(d) — Marek Brun, un licean în vârstă de 17 ani
- Grażyna Michalska⁠(d) — Elżbieta, o tânără care își caută tatăl
- Zofia Małynicz⁠(d) — proprietara palatului
- Jadwiga Chojnacka⁠(d) — Maria, menajera familiei Brun
- Wiesława Mazurkiewicz⁠(d) — mătușa lui Marek din Podkowa Leśna
- Anna Seniuk⁠(d) — prietena tatălui lui Marek
- Elżbieta Kępińska⁠(d) — prostituata
- Barbara Rachwalska⁠(d) — Józefa, menajera de la palat
- Laura Łącz-Kuta — Iza, verișoara lui Marek
- Tadeusz Kondrat⁠(d) — îngrijitorul de la palat
- Henryk Machalica⁠(d) — fiul proprietarei palatului
- Ryszard Barycz⁠(d) — tatăl lui Marek, mobilizat ca ofițer și trimis pe front
- Maciej Dzienisiewicz — locotenent de jandarmi
- Franciszek Stawarz — sergent de la postul de jandarmi
- Kazimierz Zarzycki⁠(d)
- Zdzisław Szymański — ofițerul (chorąży) din comisia de mobilizare
- Mieczysław Święcicki⁠(d)
- Konrad Morawski⁠(d)
- Szymon Szurmiej⁠(d)
- Franciszek Trzeciak⁠(d) — soldatul rătăcit de pe vagon
- Ryszard Szadaj⁠(d)
- Robert Rogalski⁠(d)
- Andrzej Golejewski⁠(d) — prietenul lui Marek
- Andrzej Wichrowski⁠(d)
- Magdalena Kalenikówna — Elka, sora mai mică a lui Marek
- Beata Nowicka — Beata, sora mai mică a lui Krzyś
- Monika Stefanowicz⁠(d) — Monika, nepoata proprietarei palatului
- Krzysztof Sierocki — cercetașul Krzyś, fratele Beatei
- Danuta Arczyńska
- Marek Kubacki
- Janusz Sowa
- Piotr Szczerkowski
- Irena Hrehorowicz⁠(d)
- Anna Jaraczówna⁠(d) (menționată Anna Janczarówna)
- Józef Kalita⁠(d)
- Juliusz Lisowski — proprietarul casei în care înnoptează copiii
- Józef Łodyński⁠(d) — soldatul din căruța cu fân
- Bogdan Łysakowski⁠(d)
- Jerzy Moes⁠(d)
- Władysław Osto-Suski⁠(d)
- Zdzisław Ożarowski
- Marian Rułka⁠(d)
- Irena Skwierczyńska⁠(d)
- Jan Szurmiej⁠(d)
- Wojciech Szymański⁠(d)
- Maria Winiarska⁠(d)
- Emilia Ziółkowska
- Marek Frąckowiak⁠(d) — soldatul rătăcit de pe vagon (nemenționat)
- Waldemar Gawlik⁠(d) — un soldat de pe vagon (nemenționat)
- Piotr Grabowski — un soldat de pe vagon (nemenționat)
- Janusz Leśniewski⁠(d) (nemenționat)
- Grzegorz Wons⁠(d) (nemenționat)

## Producție
Războiul meu, dragostea mea a fost realizat de compania Zespół Filmowy Iluzjon⁠(d) sub titlul de lucru Czas bohaterów („Eroi de război”). Scenariul filmului a fost inspirat în mare parte din amintirile personale ale lui Nasfeter și dintr-o nuvelă pe care o scrisese cu câțiva ani în urmă. Acest film a închis un ciclu de lungă durată din opera regizorului, care a fost descris de critici drept „drame despre copii”. Filmările au avut loc în anul 1975 și s-au desfășurat la Varșovia (Parcul Łazienki) și în satul Rynia⁠(d) din voievodatul Mazovia. Filmul a fost realizat pe peliculă color, cu o lungime de 2498 m, și are o durată de 86 de minute.

## Aprecieri critice
Criticii de film au scris recenzii elogioase, în care au descris acest film drept „o imagine originală a lui Septembrie 1939, care nu a mai fost văzută până acum în cinematografia poloneză, prezentată nu din perspectiva unui ulan, ci din cea a unui civil speriat” și l-au comparat în ceea ce privește problemele ridicate cu filmele Generație al lui Andrzej Wajda și Hiroshima, dragostea mea al lui Alain Resnais („dezvoltarea psihologică a rolulului până în momentul încercării finale, morții și anihilării”). Ei l-au inclus printre cele mai importante creații cinematografice ale lui Nasfeter.

## Premii
Războiul meu, dragostea mea a fost distins cu Premiul juriului filmelor pentru copii „Marcinek” la Festivalul Internațional de Film pentru Tineret „Ale Kino!” de la Poznań (16–19 aprilie 1977).

## Notă explicativă
1. ↑  Războiul meu, dragostea mea a fost realizat de Januz Nasfeter după filme precum Kolorowe pończochy⁠(d) (1960), Mój stary⁠(d) (1962), Abel, fratele tău (1970), Singur (1972), Fluturii (1973) și Nu te voi iubi (1974).